# فشكور (مقاطعة كلاردشت)
فشكور (بالفارسية: فشکور) هي قرية تقع في Kuhestan Rural District في إيران. يقدر عدد سكانها بـ 230 نسمة بحسب إحصاء 2016.